# Кузембаєв Нурдаулет Кузембайович
Нурдаулет (Нурдавлет) Кузембайович Кузембаєв (15 червня 1912, аул № 1 Аккулкінської волості Темірського повіту Тургайської області, тепер Актюбінської області, Казахстан — 7 листопада 1996, Казахстан) — радянський казахський діяч, голова Алма-Атинського і Південно-Казахстанського облвиконкомів, 1-й секретар Південно-Казахстанського обкому КП Казахстану, керуючий справами Ради народних комісарів Казахської РСР. Депутат Верховної ради Казахської РСР 2—3-го скликань. Доктор економічних наук (1974).

## Життєпис
Народився в селянській родині.
У 1929—1932 роках — діловод Капчацького районного комітету ВКП(б); рахівник районного фінансового відділу; діловод військового столу виконавчого комітету районної ради; касир Кейгелінського районного фінансового відділу Кара-Калпацької автономної області.
У 1932—1937 роках — студент Ленінградського фінансово-економічного інституту, економіст-фінансист.
У 1937—1939 роках — інспектор, старший інспектор, начальник відділу Казахської республіканської контори Комунального банку. Член ВКП(б).
У 1939 році — консультант Ради народних комісарів Казахської РСР.
У жовтні 1939 — січні 1940 року — заступника голови Організаційного комітету Президії Верховної ради Казахської РСР по Східно-Казахстанській області.
У січні 1940 — 1941 року — заступник голови виконавчого комітету Східно-Казахстанської обласної ради депутатів трудящих.
У 1941—1944 роках — керуючий справами Ради народних комісарів Казахської РСР.
У 1944—1950 роках — голова виконавчого комітету Алма-Атинської обласної ради депутатів трудящих.
У 1950—1953 роках — голова виконавчого комітету Південно-Казахстанської обласної ради депутатів трудящих.
У 1953 — квітні 1954 року — 1-й секретар Південно-Казахстанського обласного комітету КП Казахстану.
У 1954 році — відповідальний організатор ЦК КП Казахстану.
У 1954—1957 роках — 1-й секретар Джамбульського районного комітету КП Казахстану.
У 1957—1962 роках — начальник Алма-Атинського обласного статистичного управління.
У 1962—1964 роках — начальник відділу фінансів і собівартості Державного планового комітету Ради міністрів Казахської РСР.
У 1964—1971 роках — директор Науково-дослідного економічного інституту при Державному плановому комітеті Ради міністрів Казахської РСР.
У 1971—1982 роках — завідувач відділу, завідувач сектору Науково-дослідного економічного інституту при Державному плановому комітеті Ради міністрів Казахської РСР.
У 1974 році захистив докторську дисертацію на тему «Регіональні проблеми формування територіальних економічних пропорцій та їх вдосконалення»
З 1982 року — персональний пенсіонер у Алма-Аті. Помер 7 листопада 1996 року.

## Нагороди
- орден Леніна
- орден Вітчизняної війни ІІ ст.
- два ордени Трудового Червоного Прапора
- медалі